# Tobias Larsson
Tobias Christoffer Larsson, född 22 mars 1972 i Blekinge, är en svensk professor i maskinteknik (Mechanical Engineering) verksam på Blekinge tekniska högskola, tidigare verksam vid Luleå tekniska universitet.
Larsson tog sin doktorsexamen 2001 på Luleå tekniska universitet. Doktorsavhandlingen hette "Multibody dynamic simulation in product development" och var inom området ""simuleringsdriven produktutveckling". 
Åren 2007–2011 var Larsson professor i maskinteknik på Luleå tekniska universitet. Larson var gästprofessor på Lunds tekniska högskola år 2010-11. Larsson är en av grundarna av ”Design för välbefinnande”-ramverket, ett gemensamt forskningsprojekt tillsammans med Stanford University, USA, och Hosei University, Japan.
Sedan mars 2011 är Larsson professor på Blekinge Tekniska Högskola. Larssons forskning är främst kring "produkt-tjänsteinnovation och produktutveckling", och är ansvarig för Product Development Research Lab.